# Hernán Tello de Portocarrero
Hernán Tello de Portocarrero o Fernando (Salamanca, c. 1552 – Amiens, 4 de septiembre de 1597), fue un militar español, miembro de los Tercios, durante la segunda mitad del siglo XVI.
Gobernador de Dourlens (1595) y Amiens (1597), caballero de la Orden de Santiago con el Hábito Jacobeo (1597), comendador de Carrizosa (1597), y “Conquistador de Amiens” el 11 de marzo de 1597, considerado una de los españoles más ilustres en el Flandes de Felipe II.
Llegó a ser nombrado maestre de Campo unos meses antes de su muerte (abril de 1597), en pleno asedio de Amiens, pero sin mando como tal. 

## Orígenes
Hijo natural de Jerónimo Portocarrero, hijodalgo, regidor de Toro, habido con doña María de Velasco, cuando aquel estudiaba en la Universidad de Salamanca.
Su padre lo reconoció como hijo legítimo cuando todavía era pequeño, trasladándolo a Toro, donde se crio en la casa de sus abuelos (Hernán Rodríguez Portocarrero, y María Tello y Deza).
El famoso conquistador de Méjico Alonso Hernández Portocarrero (a veces Fernández Portocarrero) era su tatarabuelo, natural de Medellín, y perteneciente a la casa de Portocarrero.

## Biografía

### Incorporación al Tercio de Lope de Figueroa
Asentó de soldado en el otoño de 1571, partiendo hacia Messina el año siguiente como miembro del Tercio de Lope de Figueroa, llamado en ese momento “de la Liga” (con anterioridad llamado Tercio Costa de Granada), con el cual combatió a los turcos en la batalla de Lepanto y norte de África, pasando a Flandes y, finalmente, a Portugal, donde participa en la toma de la isla de San Miguel y, por tanto, en la campaña de las Azores (1583), siendo sargento en la compañía capitaneada por Manuel de Vega Cabeza de Vaca.
Bajo su mando (por traslado de Lope de Figueroa), el Tercio de la Liga es enviado a Flandes vía Italia, donde es desmovilizado en Namur en junio del año 1584.

### Incorporación al Tercio de Francisco de Bobadilla
En el mismo año, se incorpora al famoso Tercio de Bobadilla (más tarde conocido como Tercio de Zamora o Tercio Viejo de Zamora), como sargento de la compañía del recién ascendido capitán Manuel de Vega Cabeza de Vaca, que también vino del Tercio de Figueroa.
En 1585, el Tercio se traslada desde Cartagena a Flandes vía Saboya (en barco) y a través del “Camino Español”. Desde Cartagena a Saboya trasladan a la infanta doña Catalina Micaela de Austria para su casamiento con el duque de Saboya.
Durante los siguientes cinco años participará en las batallas de la isla de Bommel (“el milagro de Empel”, el 07/12/1585), asedio de Grave (1586), Engelen (13/06/1587), Venlo, Nuy, Bergen-Op-Zoom, Tetruidemberg y Limburgo.
En 1588 se incorpora a la fuerza de desembarco para la invasión de Inglaterra (Gran Armada). Acantonado su Tercio cerca de Dunquerque junto a otros tres Tercios españoles (Tercio gemelo de Lombardía, Tercio gemelo de Sicilia, y Tercio de Queralt), un regimiento irlandés (del coronel Guillermo Estanley) y otro alemán (del coronel Ferrante Gonzaga di Bozzolo), son embarcados y desembarcados dos veces. Finalmente, debido a la malas nuevas sobre la Gran Armada, el Tercio se retira.
En 1590 continua como sargento Mayor con el nuevo maestre de Campo Manuel de Vega Cabeza de Vaca.
En 1591, tras unos motines del Tercio por no recibir las pagas, es mantenido como sargento Mayor del Tercio por el nuevo comandante, el maestre de Campo don Alonso de Mendoza (tercero en 11 años), a quien suplió en varias ocasiones. En una de ellas tras el fallido socorro, en dos intentonas, a la plaza de Laon (julio de 1594), donde en la retirada salvó al Tercio de una situación comprometida, y todo con su ingenio.
Algo más tarde (1595) se halló en el asedio y toma de Dourlens, plaza de la cual fue nombrado gobernador como recompensa a sus méritos durante el asedio y conquista, donde murió el comandante francés conde de Dinan. A finales de 1595, tomó parte en la toma de Cambray.
Sirviendo como gobernador de Dourlens  tuvo un romance con una dama francesa originaria de Amiens. Y no se sabe con certeza pero parece que este hecho le hiciese concebir un atrevido plan de apoderarse de la villa y plaza de Amiens, capital de Picardía, mediante una estratagema (ver siguiente capítulo), lo cual consiguió.

### Toma y asedio de Amiens
A Hernán Tello de Portocarrero le cayó la suerte de atacar la fortaleza de Amiens. Sin embargo, ni contaba con los medios suficientes (tropas mal alimentadas, sin pagar y con 18 meses de campaña ininterrumpida), y las murallas de la ciudad eran de impresionante porte, defendidas por dos docenas de piezas de artillería. Por eso, cuando Hernán llegó con la “buena nueva”, una sonora carcajada retumbó en los barracones, recibiendo el esperado “… pues va ser que no”. Más el español no desesperó.
Una tarde Tello de Portocarrero recibió una información de que la guardia francesa de la plaza se consideraba segura, por lo que la guardia se hacía con poco celo. Tras confirmarlo, expuso su plan al Archiduque Alberto, que lo aprobó. Así, Tello de Portocarrero recorrió su campamento hasta que dio con un sargento aragonés que chapurreaba el francés y, tras  convencerlo para que se “presentase voluntario”, movilizó un destacamento de entre 500 y 800 infantes (según las fuentes), apenas todos los españoles que le quedaban. Al amanecer del día siguiente (11 de marzo de 1597), los españoles vestidos de aldeanos estaban esperando a que la guardia francesa procediese a abrir la puerta (la porte Montrescu) para inspeccionar los alrededores. Acto seguido, 16 españoles en tres grupos, mezclados con campesinos que acudía a comerciar, entraron con un carro cargado de sacos supuestamente de legumbres (eran sacos rellenos de trapos, con algunas lechugas que si se veían, comprados por escudo y medio a los aldeanos del lugar), y con el sargento aragonés al frente. Una vez atravesaron la puerta, la guardia les invitó a calentarse en una hoguera, donde un sargento francés comenzó a desconfiar de su homólogo aragonés, y le preguntó de dónde era. El hispano, de pocas palabras, contestó: “De aquí soy”, y le metió un tiro al francés entre ceja y ceja. Rápidamente, los españoles se hicieron con las armas de la guardia y bloquearon la puerta con el carro. Los franceses cortaron la cuerda del rastrillo de la puerta, pero ésta chocó con el carro, y las puntas de hierro no llegaron al suelo. A través de ese hueco, los españoles que esperaban fuera cerca de una ermita comenzaron a entrar, tomando el ayuntamiento y los cuarteles, superando al poco la resistencia de los desconcertados defensores.
Tello de Portocarrero, que no disponía de muchos efectivos, y no contaba con los refuerzos del archiduque Alberto, tuvo que planificar una defensa en solitario. Efectivamente, la reacción de Enrique IV de Francia fue rápida, sorprendiendo a los españoles, movilizando un  poderoso ejército a principios del mes de abril.
El asedio comienza el 13 de mayo de 1597. El ejército francés lo componen 4000 infantes franceses y suizos, y 700 de caballería francesa al mando del mariscal Charles de Gontaut (I duque de Biron), así como 4200 veteranos ingleses al mando de Sir Thomas Baskerville (que muere de fiebre durante del asedio, el 04/06/1597) y, más tarde con refuerzos, Sir Arthur Savage.
A falta de socorro, la Monarquía intentaba animar a Tello de Portocarrero a base de estímulos con sucesivas mercedes (maestre de Campo, el Hábito Jacobeo de la Orden de Santiago o la encomienda de Carrizosa).

### Muerte en combate y fin del asedio
Sin embargo, no tuvo tiempo de revivir dichas distinciones, pues murió (tras apenas seis meses de defensa, el 4 de septiembre de 1597) de un cañonazo, otras fuentes dice que de un disparo de arcabuz bajo el brazo derecho, durante una ataque fallido francés en el lado sur de la ciudad.
Tras su muerte, toma el mando Jerónimo Caraffa Carraciolo (marqués de Montenegro), nombrando como su sargento a Francisco del Arco Torralba.
Un intento de fuerza de socorro enviado bajo el mando de Pedro Ernesto von Mansfeld y del archiduque Alberto después de repetidos intentos no logró desalojar a los sitiadores, y luego la fuerza de socorro española se retiró.
Los franceses, viendo la situación de los asediados, convocaron al marqués de Montenegro para que se rindiese, lo que aceptó de mala gana: la plaza se rinde el 25 de septiembre de 1597, veintiún días después de la muerte de Hernán Tello de Portocarrero.
La sorpresa de Amiens despertó admiración en toda Europa, sobre todo ante la figura de Hernán Tello de Portocarrero, aún la reconquista por los franceses fuese relativamente rápida, dada su evidente superioridad numérica.
El asedio de Amiens puede considerarse el último gran evento militar en las Guerras de Religión de Francia (1562-1598) y, en particular, en cuanto a la intervención de Felipe II en dichas guerras, terminada con la Paz de Vervins (2 de mayo de 1598).

## Anécdotas
El famoso refrán de “mucho ruido y pocas nueces” fue acuñado durante el asedio de Amiens. No obstante, existen dos versiones al respecto:
- La toma de Amiens por parte de Hernán Tello Portocarrero fue admirada en toda Europa, pero fue rápidamente reconquistada por los franceses. El refrán aludía al nulo fruto (nueces) de la conquista por parte de los españoles.
- La otra versión se basa en el uso de los frutos del nogal  por los españoles durante la toma de la plaza, utilizado como cebo sonoro para desviar la atención de la guardia francesa.

Ninguna de las dos versiones está totalmente corroborada por los historiadores. En realidad, este hecho histórico no le dio origen, ya que la frase es más antigua: Así lo atestigua su aparición en el “Libro del buen amor”, del arcipreste de Hita (siglo XIV), que en la copla 946 dice: «Con su pesar, la vieja díxome muchas veces: Arcipreste, más el rroydo que las nueces». Y su aparición en La Celestina (1499), de Fernando de Rojas: «Hija, destos dolorcillos tales, más es el ruydo que las nuezes».
En cualquier caso, este suceso fue llevado a los escenarios por Francisco Bances Candamo (1662-1704) en la comedia “Por su rey y por su dama”, representada por vez primera en 1685.
Por cierto, el tatarabuelo de Hernán, llamado Alonso Hernández Portocarrero, también se distinguió en la pelea, aunque es mucho más conocido por practicar el concubinato con una famosa india... Fue el conquistador español al que "regalaron" a  La Malinche, esclava, traductora, amante y luego, tras vendérsela pues se fue a España, madre del primer hijo de Hernán Cortes.